# Mary Shanthi Dairiam
Mary Shanthi Dairiam (17 de septiembre de 1939) es una defensora de los derechos humanos malaya y representa la figura de relator de los derechos de las mujeres en Naciones Unidas (ONU).

## Educación
Shanthi recibió un master en literatura inglesa de la Universidad de Madrás en India en 1962. Posteriormente estudió un master en Género y Desarrollo de la Universidad de Sussex en el Reino Unido en 1991.

## Carrera
A pesar de que su formación era como profesora de inglés, Shanthi se interesó en los derechos de las mujeres después de asistir a un voluntariado con la Federación de Asociaciones de Planificación Familiar (FFPA) al final de los años 1970 viendo las desigualdades que afrontaron las mujeres.
A mediados de los años 1980, se implicó en el "lobbying" Domestic Violence Act (se aprobó en el parlamento en 1994). Desde entonces, 2004, formó parte en Naciones Unidas del Gender Equality Task Force (Tareas de Igualdad de Género de la ONU), y en el CEDAW, Comité de Eliminación de la Discriminación contra Mujeres. De 2004 a 2008, fue también miembro del comité de la ONU CEDAW , la cual fue designada Relatora en enero de 2007.
En 2010, Dairiam fue nombrada uno de los tres expertos de la ONU para dirigir una investigación al ejército israelí, la flotilla Marmara, buscado por romper un bloqueo de Gaza.
Dairiam es la fundadora y directora de la asociación internacional Acción de los Derechos de las mujeres en - Asia Pacífico, dedicada a la implementación de la convención CEDAW .
Después de un año, continua en IWRAW-Asia Pacific y es considerada como un experta en Cedaw y proporciona servicios técnicos a varios gobiernos en la región del Asia Pacífico para ampliar la capacidad para la implementación de Cedaw. En el libro de Shanti titulado El derecho de la mujer a la igualdadː The Promise Of Cedaw, se publicó en la conferencia de Bangkok, celebrada en Pekín y posteriormente en Tailandia.